# 薄野交番

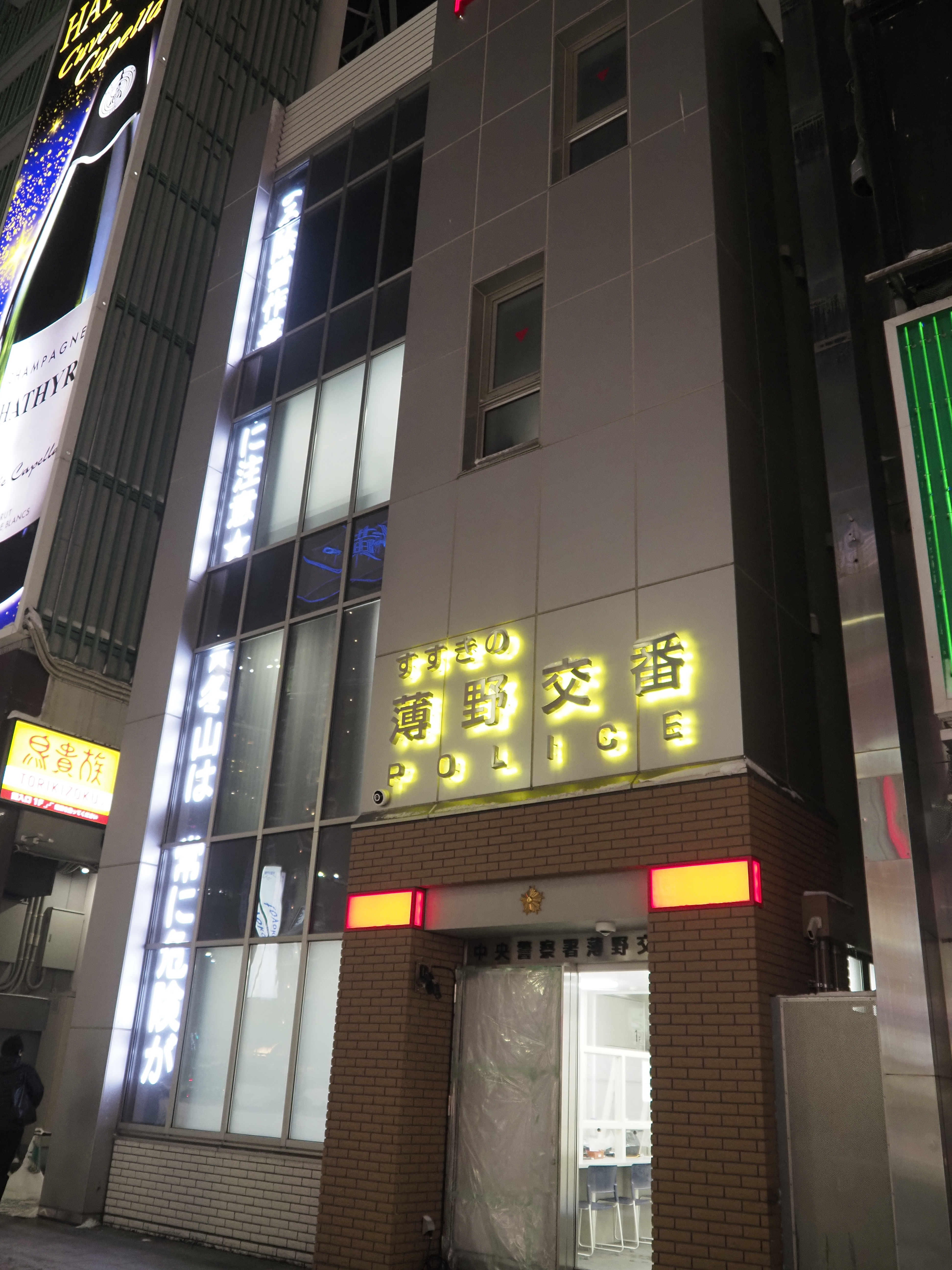
夜の薄野交番（2024年1月）

薄野交番（すすきのこうばん）は、北海道札幌市中央区南4条西3丁目に所在する北海道札幌方面中央警察署の幹部交番。北海道内最大の繁華街として知られるすすきのを管轄する。
管轄範囲は南2条の建物から南9条の歩道まで、西1丁目の歩道から西5丁目の歩道までの0.76平方キロメートル。1998年（平成10年）時点では警視の交番所長以下42人の警官が3交代24時間態勢で勤務にあたっていた。
交番でありながら地方小都市の警察署にも匹敵するというその規模は北海道内一であり、東京都新宿区歌舞伎町の交番と比較されるほど。特に管轄範囲と区域内の店舗数に着目すれば、歌舞伎町を抜いて日本一となる。

## 沿革
1880年（明治13年）10月、札幌警察署薄野交番所として設置。
1965年（昭和40年）11月、警部派出所長制度が発足。
1993年（平成5年）4月、警視派出所に昇格。
1994年（平成6年）、薄野交番と改称。

### 6代目
1964年（昭和39年）に築造された、4階建ての大型交番。1階には机が8卓置かれ、2階は取調室、3階は所長室と休憩や調書執筆に用いる部屋、4階は仮眠室となっていた。
老朽化により2020年（令和2年）8月から建て替え工事が始められ、その間の職務は300メートル離れた場所の仮交番で執り行われた。

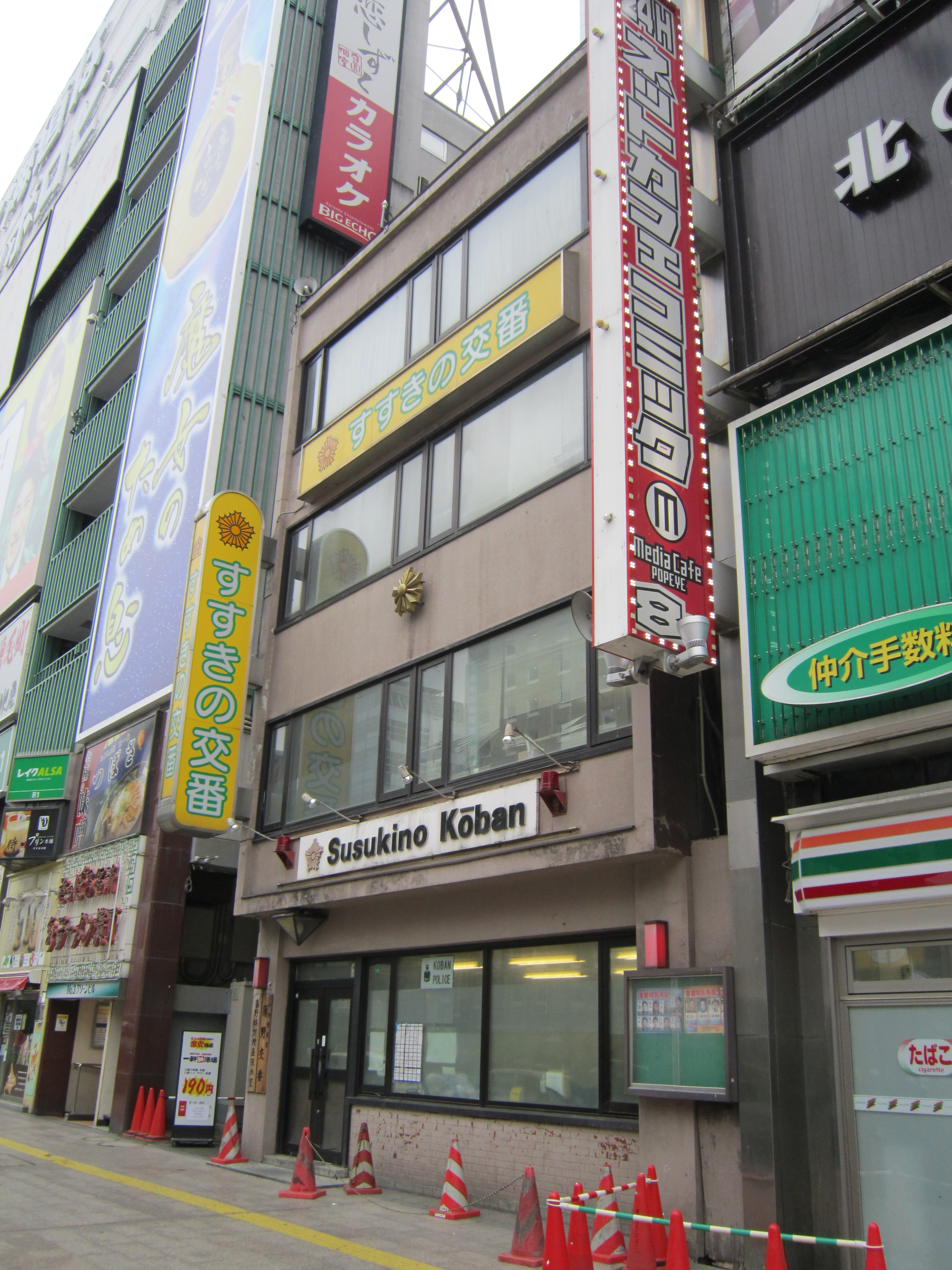
2020年6月

### 7代目
2022年（令和4年）3月4日から業務を開始した、通算で7代目となる交番。約3億円の事業費を投じて築造された、鉄筋コンクリート製の5階建てで、広さは約250平方メートル。
内部には取調室だけでなく地域住民との会合に用いるコミュニティールームが設けられているほか、職場環境に配慮してシャワー室や女性専用仮眠室も完備している。
さらに、北海道内全域停電（ブラックアウト）を招いた胆振東部地震から得た教訓に基づき、屋上には最大で65時間稼働可能な自家発電機が設置されている。

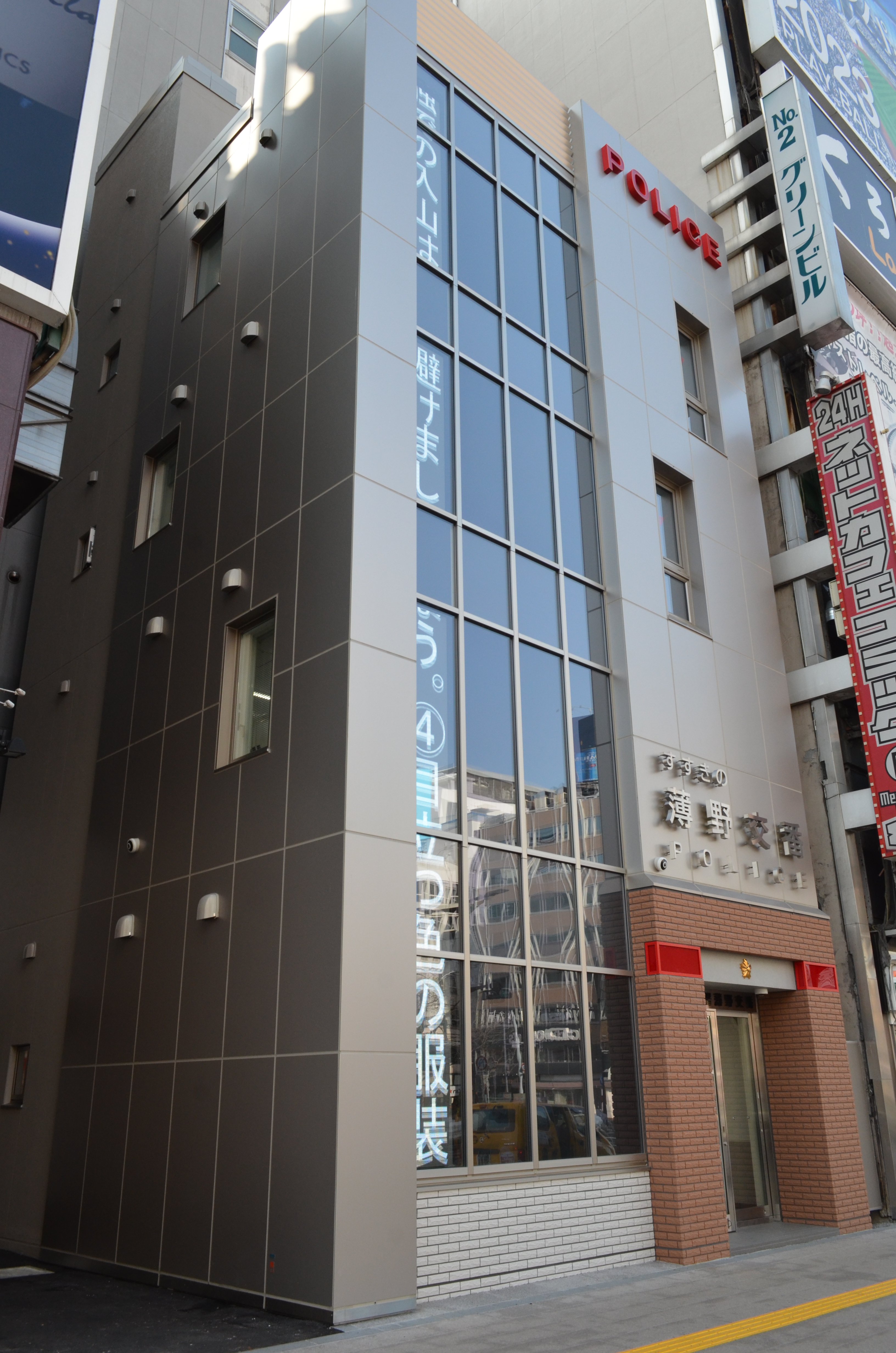
2022年3月